# Gloria (Poulenc)
Pour les articles homonymes, voir Gloria.
Le Gloria, FP 177, est une œuvre pour soprano solo, chœur mixte et orchestre, composée par Francis Poulenc entre 1959 et 1960.
Il s'agit de l'une de ses œuvres sacrées les plus populaires avec son Stabat Mater et ses Litanies à la Vierge noire.

## Génèse
Commande de la Koussevitzky Music Foundation, l'œuvre est dédiée à la mémoire de Nathalie et Serge Koussevitzky, compositeur et chef d'orchestre,  directeur musical de l'Orchestre symphonique de Boston de 1924 à 1949.
La première audition mondiale se déroule le 20 janvier 1961 par l'Orchestre symphonique de Boston et le chœur Pro Musica, sous la direction de Charles Munch (et avec la soprano Adele Addison en soliste), en présence du compositeur. La création européenne se déroule peu de temps après, le 14 février 1961, par l'Orchestre national de France et les chœurs de la RTF, sous la direction de Georges Prêtre (et avec la soprano Rosanna Carteri). 

## Structure
Il est composé de six mouvements : 
1. Gloria
2. Laudamus te
3. Domine Deus
4. Domine fili unigenite
5. Domine Deus, Agnus Dei
6. Qui sedes ad dexteram Patris.

## Réception
A sa création, l'œuvre ne rencontre pas le succès et fait l'objet de critiques, ce qui étonne Poulenc qui déclare : 

« La deuxième partie a fait scandale, je me demande pourquoi »

 et s'en amuse : 

« J’ai pensé simplement, en l’écrivant, à ces fresques de Gozzoli où les anges tirent la langue. Et aussi à ces graves bénédictins que j’ai vus un jour jouer au football. »

 Le compositeur est pourtant très satisfait de sa composition : 

« Le Gloria est certainement ce que j’ai fait de mieux. Il n’y a pas une note dans les chœurs à changer. »

 L'œuvre finit par rencontrer le succès et est aujourd'hui une des œuvres chorales du XXe siècle les plus fréquemment jouées.

## Adaptation
Le chorégraphe Paul Taylor met en musique le Gloria de Poulenc dans son ballet Beloved Renegade, créé en 2008.

## Discographie sélective
- 1961, Orchestre national de la RTF, Chœurs René Duclos, Georges Prêtre (dir.), Rosanna Carteri (sop.), EMI
- 1984, Chœur et Orchestre national de Lyon,  Serge Baudo (dir.), Françoise Pollet (sop.), harmonia mundi
- 1987, Orchestre symphonique de Boston, Tanglewood Festival Chorus, Seiji Ozawa (dir.), Kathleen Battle (sop.), Deutsche Grammophon
- 2005, Orchestre royal du Concertgebouw, Chœur de la Radio néerlandaise, Mariss Jansons (dir.), Ľuba Orgonášová (sop.), RCO Live
- 2008, Choir of Trinity College Cambridge, Britten Symphonia, Stephen Layton (dir.), Susan Gritton (sop.), Hyperion